# أنتي ميس
أنتي ميس (مواليد 14 يونيو 1967) هو مدرب كرة قدم محترف كرواتي واللاعب السابق لنادي الفيصلي. خاض 7 مباريات ودية كلاعب مع منتخب كرواتيا لكرة القدم في الفترة من 1992 إلى 1994.

## مهنة
في الثمانينيات والتسعينيات من القرن الماضي، أمضى معظم حياته المهنية في هايدوك سبليت. خلال مسيرته الكروية مع هاجدوك فاز بكأس يوغوسلافيا وثلاثة ألقاب كرواتية وثلاثة كؤوس كرواتية. بدأ مسيرته الكروية في NK Borovo ولعب أيضًا مع فيتيس أرنهيم، في هولندا ومورا مورسكا سوبوتا في سلوفينيا.